# Пайцза

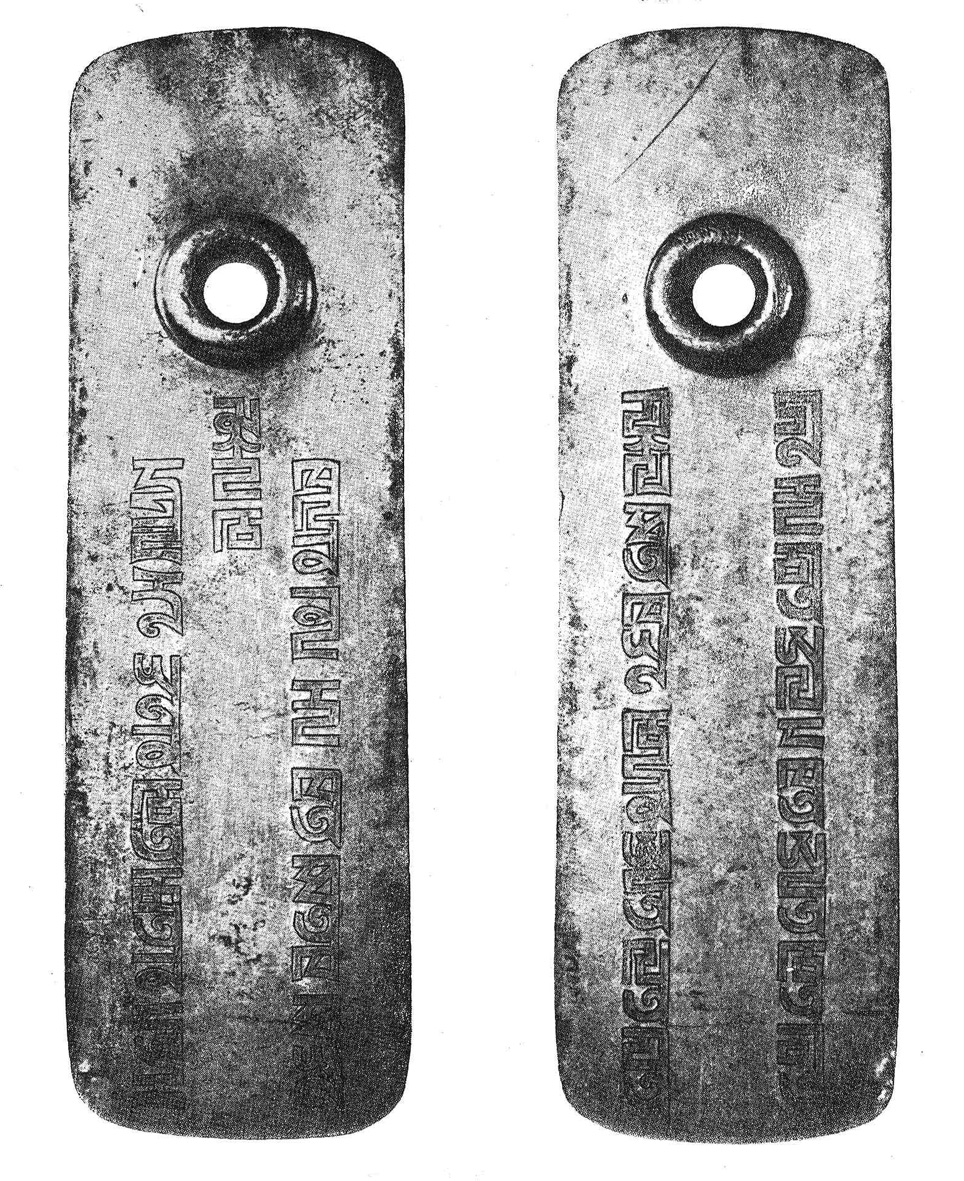
Мінусінська пайцза

Па́йцза, пайза, пайдза (від кит. 牌子; páizi — «дощечка», «табличка»; тюрк. байса, монг. гереге) — вірча бирка, металева чи дерев'яна пластина з написом, що видавалась китайськими, чжурчженьськими, монгольськими правителями різним особам як символ делегування влади, наділення особливими повноваженнями.

## Історія
Час первинного запровадження пайцз у вжиток точно не відоме, але вже у літописах династії Тан (620–901) згадується про існування срібних дощечок довжиною 5 та шириною 1,5 дюйми з написом: «Срібна дощечка для проїзду казенними кіньми за наказом Государя». За династії Сун (960–1279) вжиток пайцз у Китаї значно поширився. Пайцзи бували дерев'яними, мідними, срібними й золотими; іноді прикрашались коштовним камінням.

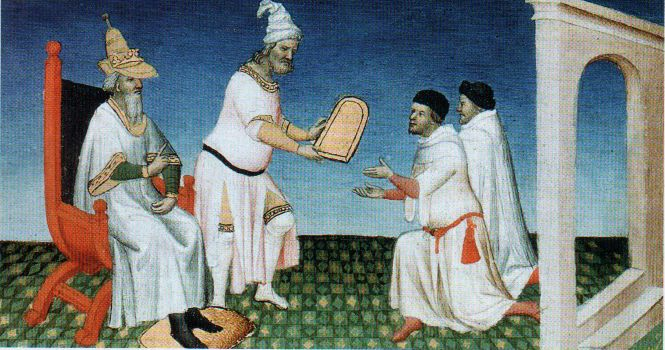
Хубілай вручає братам Поло «золоту дщицю». «Книга про розмаїття світу», рукопис XV століття

Китайські джерела 1220-их років повідомляють про пайцзи, що використовувались у Монгольській державі в ранній період, за життя Чингіз-хана. Південносунський посол Чжао Хун, автор записів Мен-да бей-лу (бл. 1221), писав що у монголів знатні чиновники першого рангу носили на поясі золоту дощечку з зображенням тигрової голови (ху-тоу цзінь-пай). На ній китайськими ієрогліфами було написано: «Указ наданого Небом імператора Чингіза. Має вести справи на власний розсуд!» Наступна за значимістю — проста золота дощечка, на якій сказано: «Указ наданого Небом імператора Чингіза. Терміново!» (Тянь-ци Чен-цзі-си хуан-ді шен-чжи. Цзі). Срібна пластина із тим самим написом була знаком третього рангу. В Чанчунь сі-ю цзі розповідається, як Чингіз-хан відрядив чиновника Лю Чжун-лу, у якого висіла на поясі золота дощечка з головою тигра й написом: «[Нехай] веде справи на власний розсуд, як [якщо] б ми особисто їхали».
Приблизно на початку 1930-х років у провінції Жехе було знайдено просту, без зображення голови тигра, золоту дощечку із тими ж ієрогліфами, що записав Чжао Хун. 1934 року в колекції музею в Мукдені була виявлена верхня половина срібної дощечки, на якій містився початок напису (Тянь-ци…).

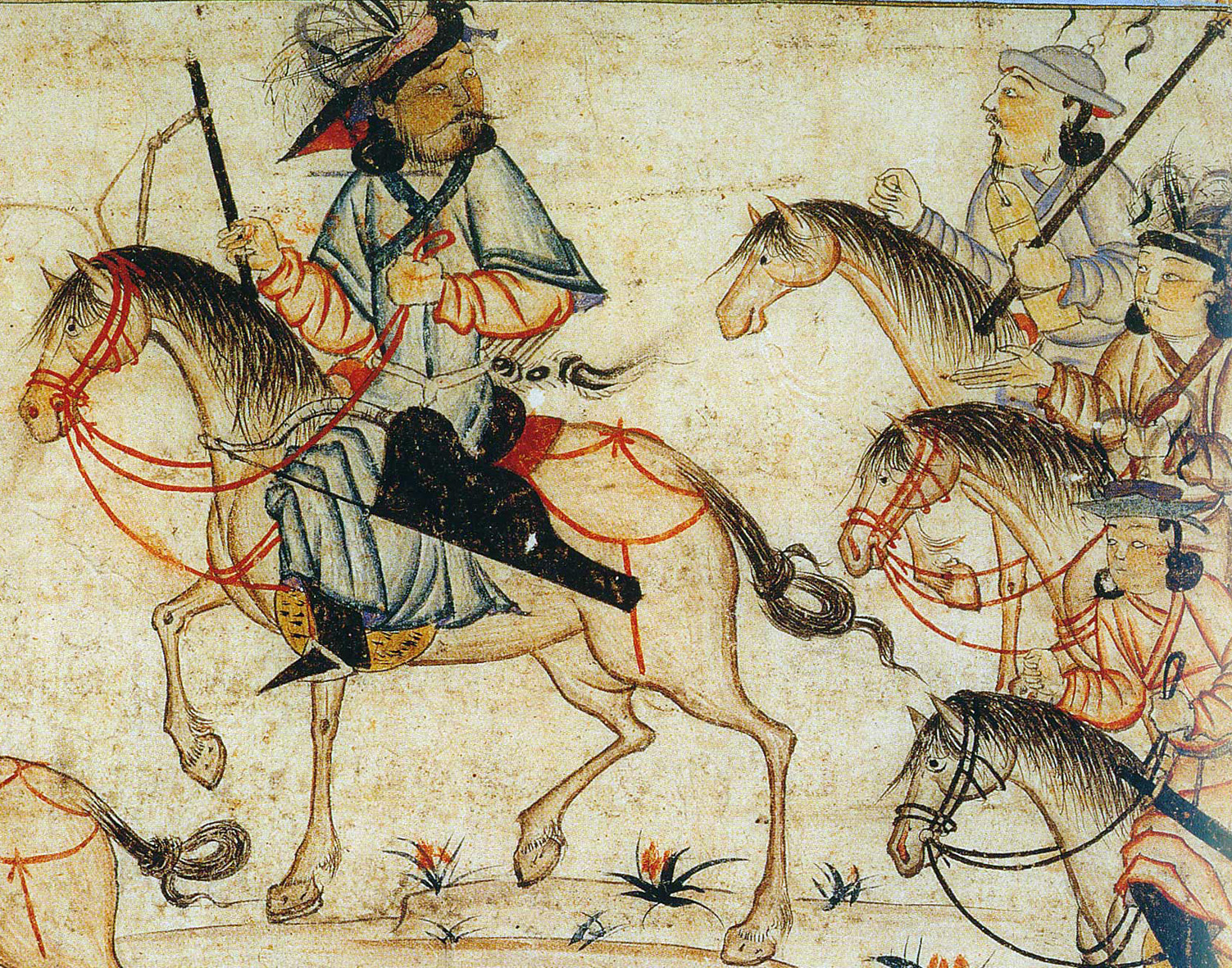
Подорожі володаря. У одного з його супутників на шиї пайцза. Мініатюра з рукопису Джамі ат-таваріх, XIV століття

Рубрук повідомляє, що хан Мунке давав своїм посланцям «золоту дощечку, шириною з долоню й довжиною у півліктя, на якій писався його наказ. Хто її тримав у руках, той міг наказувати що хоче, і це виконується без затримок».